# 山口県立山口農業高等学校
山口県立山口農業高等学校（やまぐちけんりつ やまぐちのうぎょうこうとうがっこう, 英: Yamaguchi Prefectural Yamaguchi Agricultural High School）は、山口県山口市小郡上郷に所在する公立の農業高等学校。総合選択制を取り入れている。通称は「山農」、「農高」。2019年に下関市の山口県立西市高等学校を西市分校として併合した。

## 設置学科
（総合選択制）
- 生物生産科
- 食品工学科
- 生活科学科
- 環境科学科
  - 各学科に2つのコースがあり、2年次からはコースごとに分かれて学習する。

## 沿革
- 1885年（明治18年）7月 - 山口県山口農学校開校。
- 1948年（昭和23年）4月 - 山口県立山口農業高等学校に改称。農業土木、畜産、家庭、林業の各科を設置。
- 1984年（昭和59年） - 秋穂町（現在山口市）にあった秋穂分校を閉校。
- 1988年（昭和63年）3月 - 旭村（現在萩市）にあった佐々並分校を閉校。
- 2019年（平成31年）4月 - 山口県立西市高等学校を併合し、西市分校とする。

## 学校行事
- 農業祭 - 毎年11月23日に行われる、文化祭に近い学校行事。各科の得意分野の商品などを販売する。その中でも特に人気なのは、生物生産化が作成・販売する、ベーコンや鶏肉のブロイラーなど。

## 著名な出身者
- 河内山賢祐 ‐ 彫刻家
- 山本正廣（土木科） ‐ 宇部市ガス局長

## 最寄駅
- JR西日本 山口線 「仁保津駅」から徒歩15分。